# Квин Сильвия Эмбри
Квин Сильвия Эмбри (англ. Queen Sylvia Embry, также Blues Queen Sylvia, настоящее имя Сильвия Эмбри (англ. Sylvia Embry), в девичестве Сильвия Ли Бартон (англ. Sylvia Lee Barton); 14 июня 1941, Уаббассика, Арканзас, США — 28 февраля 1992, Чикаго, Иллинойс, США) — американская блюзовая певица и бас-гитаристка. Номинант Blues Music Awards в номинациях «Исполнительница блюза» (1981), «Исполнительница современного блюза» (1982, 1983), . Одна из немногих женщин в блюзе, играющих на бас-гитаре.

## Биография
Сильвия Ли Бартон родилась в сельской местности в Арканзасе в 1941 году. С ранних лет под руководством бабушки осваивала пианино и пела в церковном хоре, а позднее дажев профессиональной госпел-группе The Southern Echoes. Как вспоминал сама певица: «Я играла на пианино, когда только начинала, будучи ребенком, и я отошла от этого, потому что моя бабушка была очень строгой. Она требовала, чтобы я играла госпел, а я хотела немного играть буги-вуги. Я была без ума от Чака Берри и Ллойда Прайса; блюз тогда мне не нравился . 
В 19 лет певица переехала в Мемфис с надеждой продолжить карьеру певицы, но из этого ничего не получилось: она вышла замуж и стала домохозяйкой. Брак быстро распался, и в начале 1960-х певица переехала в Чикаго, где встретилась с одним из многочисленных блюзовых гитаристов города Джоном Эмбри, за которого вышла замуж. Он и научил певицу играть на бас-гитаре. Недолгое время в конце Сильвия Эмбри выступала в группе мужа и в иных группах, но никто из них не был достаточно хорош. Затем Сильвия Эмбри была принята в группу Лефти Дизза Shock Treatment. По словам певицы: «Когда я начала играть с Диззом, я даже толком не знала гаммы на басу» . Но группа постепенно завоёвывала популярность, став «якорной» группой клуба Blue Monday, и с успехом выступая по всему Чикаго. К тому времени «её прекрасный, пропитанный госпелом голос стал востребованной частью шоу», и Сильвия Эмбри стала певицей и бас-гитаристкой группы своего мужа The Blues Kings. 
В 1979 году Сильвия Эмбри с успехом выступила на фестивале Delta Blues Festival '79, куда её пригласил организатор фестиваля Вилли Диксон. Её выступление в компании таких музыкантов как Сэм Майерс, Дэвид Эдвардс и Роберт Локвуд вошло в состав антологии Living Chicago Blues, Vol. 4 и увековечено в документальном фильме Mississippi Delta Blues. В 1980 году группа её мужа, брак с которым был уже на грани развода, The Blues Kings выпустила альбом After Work, и после этого Сильвия Эмбри в возрасте 39 лет начала сольную карьеру.
В 1982 году певица отправилась в турне по Европе ; гастроли повторились и в 1983 году, в ходе этих гастролей Сильвия Эмбри выступала вместе с Кэри Беллом. В 1983 году она выпустила альбом Midnight Baby с участием Джимми Доукинса. и сама выступила в качестве бас-гитаристки в альбоме Boy from Black Bayoo блюзмена Луизианы Реда. В 1986 году она гастролировала в составе турне The Mississippi All-Stars, а также выступала с Сэмом Майерсом.  В конце 1980-х Эмбри вернулась к госпелу.
В 1992 году умерла после борьбы с раком, так и не получив широкой известности . Похоронена на кладбище Washington Memory Gardens в Хоумвуде, Иллинойс, США 

## Дискография
- 1980 After Work (в составе группы, Razor Records, переиздан Delmark Records под названием Troubles[5])
- 1980 Living Chicago Blues, Vol. 4 (Alligator Records)
- 1983 Midnight Baby (как Blues Queen Sylvia, Evidence Records)
- 1983 I Know I Ain't Number One / Too Bad Baby (сингл, Leric Records)